# Hyperolius ferreirai
Hyperolius ferreirai är en groddjursart som beskrevs av Noble 1924. Hyperolius ferreirai ingår i släktet Hyperolius och familjen gräsgrodor. IUCN kategoriserar arten globalt som otillräckligt studerad. Inga underarter finns listade i Catalogue of Life.